# Thury-sous-Clermont
Thury-sous-Clermont település Franciaországban, Oise megyében. Lakosainak száma 670 fő (2022. január 1.). Thury-sous-Clermont Forêt de Hez-Froidmont, Angy, Ansacq, Hondainville és La Neuville-en-Hez községekkel határos.

## Népesség
A település népessége az elmúlt években az alábbi módon változott:
| Lakosok száma | 684  | 683  | 691  | 679  | 674  | 672  | 675  | 672  | 670  |
|               | 2013 | 2015 | 2016 | 2017 | 2018 | 2019 | 2020 | 2021 | 2022 |